# Phlegmariurus transilla
Phlegmariurus transilla är en lummerväxtart som först beskrevs av Luis Aloysius, Luigi Sodiro och Bak., och fick sitt nu gällande namn av B. Øllg. Phlegmariurus transilla ingår i släktet Phlegmariurus och familjen lummerväxter. Inga underarter finns listade i Catalogue of Life.